# Plastron (taekwondo)

Deux compétiteurs (Mirhashem Hosseini en bleu et Ulugbek Rashitov en rouge) portant un équipement de protection incluant un plastron PSS lors des Jeux olympiques de Tokyo en 2020.

Un plastron (hogu, 호구, en coréen) est une armure de protection du tronc utilisée en taekwondo.
Le plastron est utilisé dans les combats de taekwondo depuis les années 1950 et est considéré comme l'équipement de combat le plus important de l'arsenal du pratiquant de taekwondo. Le plastron est la surface de marquage la plus courante dans les combats de taekwondo. Le plastron peut être frappé avec le talon, la plante et le dessus du pied selon les techniques de coups de pied utilisées, et peut également être frappé, plus occasionnellement, avec le poing.
Les plastrons sont fabriqués par diverses entreprises telles qu'Adidas et Dae Do ; seules certaines marques de plastrons sont approuvées par la Fédération mondiale de taekwondo (World Taekwondo, WT). Le port du plastron, par-dessus la tenue, est obligatoire dans les compétitions organisées par la WT ou olympiques,, mais il n'est pas utilisé dans les combats de style ITF (International Taekwon-Do Federation).
Depuis leur introduction aux Jeux olympiques de Londres en 2012, les systèmes électroniques de protection et de notation (Protector and Scoring Systems, PSS) sont intégrés aux plastrons.